# 헬렌
헬렌(그리스어: Ἕλλην, Hellen)은 그리스 신화에 등장하는 인물로 프티아(그리스어: Φθία)의 왕이다. 데우칼리온과 피라의 아들이며 고대 그리스인의 시조이다.

## 신화
황금시대와 은의 시대, 청동시대를 거쳐 철의 시대에 이르자 인간의 사악함이 극에 달하였다. 이에 제우스는 큰 홍수를 일으켜 인류를 멸망시켰는데, 이때 프로메테우스의 아들 데우칼리온과 그의 아내 피라만이 살아남았다. 헬렌은 그 데우칼리온과 피라 사이에서 태어난 맏아들로 프로메테우스의 손자이다. 헬렌은 산의 님프 오르세이스와 결혼하여 아이올로스, 크수토스, 도로스 3형제를 낳았다. 아이올로스는 아이올리스인의 시조가 되었고, 크수토스의 아들 이온과 아카이오스는 각각 이오니아인과 아카이아인의 시조가 되었으며, 도로스는 도리스인의 시조가 되었다. 이들은 고대 그리스를 이룩한 주요 부족으로서 헬렌의 후손이라는 뜻에서 자신들을 헬레네스라고 일컬었고, 이는 뒤에 그리스인을 통틀어 이르는 말이 되었다. 헤브라이즘과 함께 유럽 문화의 원류가 된 헬레니즘도 헬렌에서 유래한 말이다.

## 참고 문헌
- 김응종, 《서양사 개념어 사전》 살림, 2008, p.370, ISBN 9788952209665